# Адіабатичне наближення
Адіабатичне наближення — квантовомеханічний підхід, при якому частки фізичної системи поділяються на важкі й легкі, й спочатку розглядаються 
швидкі процеси з легкими частками, вважаючи важкі частки непорушними, а потім розглядається рух важких часток в усередненому полі легких. 
Молекули й тверді тіла складаються з ядер атомів і електронів. Електрони — легкі частки порівняно з важкими нуклонами, які входять до складу ядер. Маса електрона майже в 2000 разів менша за масу нейтрона чи протона, а типові ядра атомів складаються з кількох десятків і навіть сотень нуклонів. 
Зважаючи на легкість, електрони рухаються набагато швидше за ядра атомів. Характерний час процесів у електронній підсистемі молекул і твердих тіл 
порядка фемтосекунд, а характерний час обертань молекул чи внутрішньо-молекулярних коливань порядка сотень фемтосекунд. Відповідним чином 
розрізняються й енергії характерні для електронних станів і обертових чи коливних станів важких ядер. Характерні енергії електронних переходів 
лежать в області кількох електрон-вольт, а характерні енергії коливань чи обертань молекул набагато менші, й лежать в області десятків 
міліелектрон-вольт. 
Ці обставини дозволяють розділити квантовомеханічну задачу на дві частини. В нульовому наближенні розв'язується задача про швидкий рух 
електронів при фіксованих положеннях ядер атомів. Проведені розрахунки дозволяють визначити середні значення потенціалів взаємодії між 
ядрами, з урахуванням вкладу електронної підсистеми. Задача про рух ядер атомів розв'язується з урахуванням цих ефективних потенціалів.

## Адіабатичне наближення в інших областях
Описана вище ситуація характерна не лише для квантової механіки. В природі існує багато різних процесів, які на порядки розрізняються своєю швидкістю. Для розгляду цих процесів застосовується аналогічне адіабатичне наближення, яке полягає в тому, щоб, вивчаючи повільні процеси, виключити з розгляду швидкі процеси, замінивши їхній ефект середніми величинами. 